# تریم

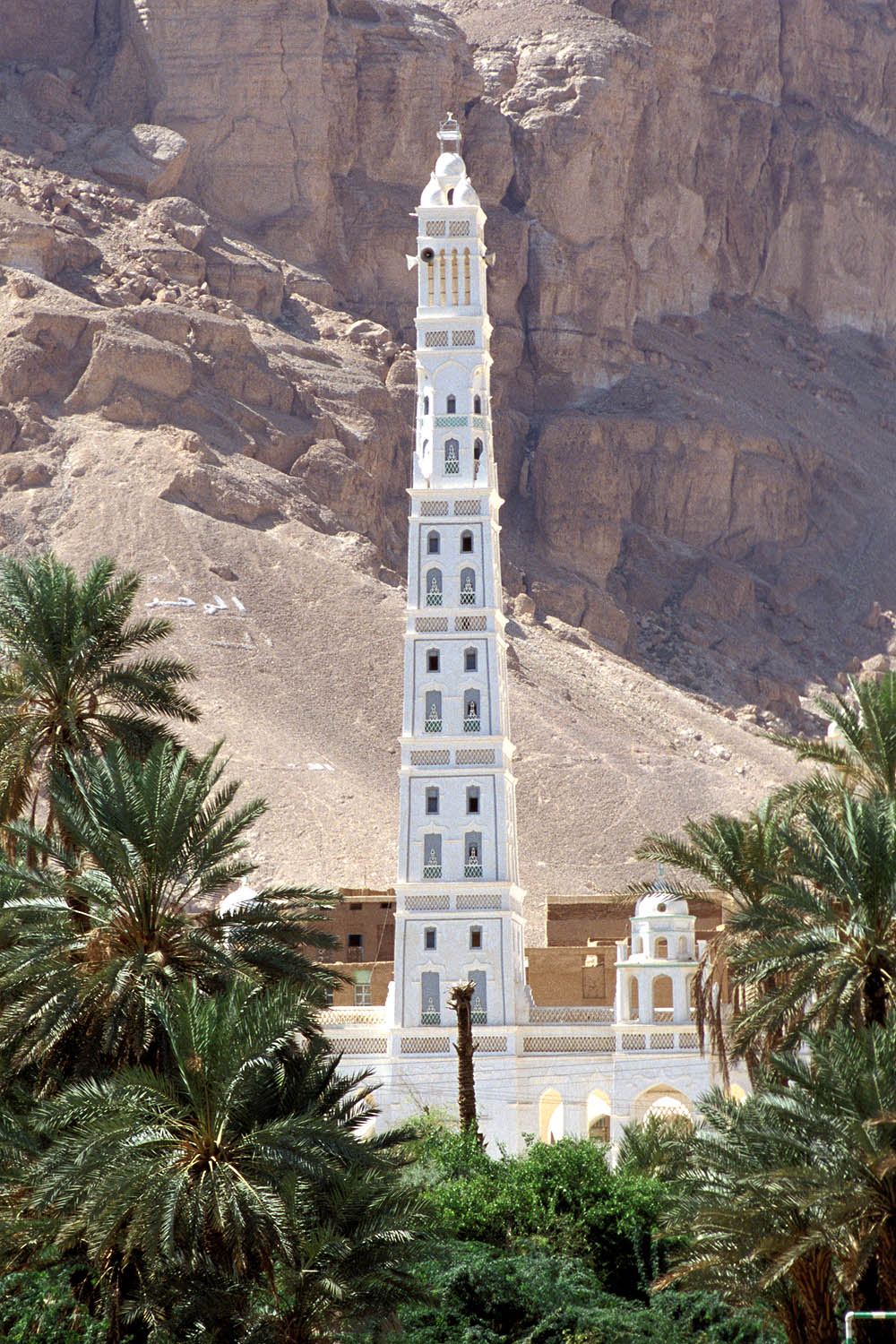
یک فانوس دریایی در تریم به ارتفاع ۵۳ متر

تریم نام شهری است تاریخی در استان حضرموت در کشور یمن در شبه جزیره عربستان. «تریم» شهریست کوهستانی و در دهانهٔ «وادی حضرموت» واقع شده‌است. شهر تریم در شمال «ظِبا» و در پایهٔ کوه «جبل شار» قرار دارد.

## وجه تسمیه
وجه تسمیه این شهر نسبتاً به تریم بن حضرموت بن سبا الاصغر که گویند این شهر را بنا نهاده‌است نسبت داده‌اند. شهریست آباد وموطن بسیاری از علماء و فقها و ادباء و نویسندگان بوده وهست. که مشهورترین آن‌ها عبدالرحمن العیدروس متوفی در سال ۱۷۷۸ میلادی، شاعر و ادیب ویکی از فلسفه دانان این دیار بوده‌اند، دارای دیوان شعری بنام «ترتح البال وتهیج البلبال» می‌باشد.

## تریم وشبام
در دوران قدیم «شهر تریم» و «شهر شبام» از مشهورترین و پررونق‌ترین شهرهای حضرموت بوده‌اند. همچنین در بعضی آثار آمده‌است که این دو شهر بنام دو قبیلهٔ تریم و قبیلهٔ شبام که در این منطقه می‌زیسته‌اند نامگذاری کرده بودند. در این مورد شاعر جاهلی «میمون بن قیس» ملقب به «الآعشی» در این بیت می‌گوید:
| طال الثواء علی تریم |  | وقد نأت بکر بن وائل |

## آثار تاریخی تریم
از بارزترین آثار شهر تریم «مسجد المحضار» است که در سده نهم هجری ساخته شده‌است، مناره این مسجد چهل متر بلندی دارد. همچنین آثارهای گوناگونی نیز در کنار و گوشه این شهر دیده می‌شود که مشتمل است بر قصری بزرگ وزیبا در وسط جنگلهایی از درخت خرما واقع شده‌است. این کاخ زیبا در ضلع شمالی شهر تریم قرار دارد.